# Juan Rodríguez de Toledo

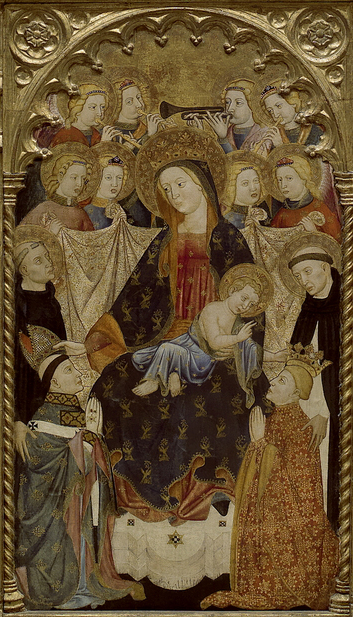
La Virgen y el Niño con el obispo Sancho de Rojas y el rey Juan II de Castilla, retablo de Sancho de Rojas, Museo del Prado.

Juan Rodríguez de Toledo fue un pintor español, activo a finales del siglo XIV y comienzos del XV, representante del estilo italogótico en Castilla. 
Su firma («Juan Rodríguez de Toledo, pintor, lo pintó») apareció en 1925 al retirarse el enlucido que cubría los frescos de los muros de la capilla de San Blas en la catedral de Toledo, capilla funeraria cuya construcción, ordenada por el arzobispo Pedro Tenorio, pudo concluirse en 1397. El acusado carácter italianizante de sus frescos se explicaría por la documentada presencia en Toledo de los pintores florentinos Gherardo Starnina y Nicolás de Antonio, que en diciembre de 1397 cobraron de la catedral por la pintura de un retablo para la capilla del Salvador, por lo que se les atribuirán también los frescos de la capilla de San Blas. Como colaborador de los italianos o como primer maestro según José María Azcárate, a Rodríguez de Toledo corresponderían principalmente las pinturas de la zona inferior, muy dañadas y de difícil identificación.
Rodríguez de Toledo ha sido identificado también con el maestro del retablo de don Sancho de Rojas del Museo del Prado, originalmente destinado al convento de San Benito de Valladolid, donde figuró hasta ser sustituido por el de Alonso Berruguete. Dedicado a la vida de la Virgen y de Cristo, en la tabla central aparece la Virgen en el acto de imponer la mitra episcopal a un personaje en el que se ha reconocido a Sancho de Rojas, obispo de Palencia de 1412 a 1415 y arzobispo de Toledo entre 1415 y 1422, años en los que debió de pintarse el retablo, en tanto el Niño corona a Fernando I de Antequera, según la interpretación más común, aunque Azcárate piensa que se trate del rey Juan II de Castilla.
Al maestro de Don Sancho de Rojas se atribuyen, por otro lado, algunas otras obras de rico colorido como la tabla de Santa Catalina del Museo Arqueológico de Valladolid.